# Edna Hughes
Edna Hughes   (Walsall, 1 d'agost de 1916 - Y Borth, 17 de novembre de 1990) va ser una nedadora anglesa que va competir durant la dècada de 1930.
El 1932 va prendre part en els Jocs Olímpics de Los Angeles, on disputà dues proves del programa de natació. Guanyà la medalla de bronze en la prova dels 4x100 metres lliures del programa de natació. Va compartir equip amb Margaret Cooper, Elizabeth Davies i Helen Varcoe. En els 100 metres lliures quedà eliminada en sèries. Quatre anys més tard, als Jocs de Berlín, fou sisena en la prova dels 4x100 metres lliures.
En el seu palmarès també destaca una medalla de bronze en els 4x100 metres lliures del Campionat d'Europa de natació de 1934 i tres medalles als Jocs de la Commonwealth, una de plata i una bronze el 1934 i una de bronze el 1938, sempre en proves de relleus.